# Anua pallidula
Anua pallidula är en fjärilsart som beskrevs av Embrik Strand 1913. Anua pallidula ingår i släktet Anua och familjen nattflyn. Inga underarter finns listade i Catalogue of Life.